# 1654
Évszázadok: 16. század – 17. század – 18. század
Évtizedek: 1600-as évek – 1610-es évek – 1620-as évek – 1630-as évek – 1640-es évek – 1650-es évek – 1660-as évek – 1670-es évek – 1680-as évek – 1690-es évek – 1700-as évek
Évek: 1649 – 1650 – 1651 – 1652 –  1653 – 1654 – 1655 – 1656 – 1657 – 1658 – 1659

## Események

### Határozott dátumú események
- január 8. – A zaporozsjei felkelés lezárásaként a kozák általános gyűlés kimondja a csatlakozást Alekszej orosz cárhoz.[1]
- április 5. – A westminsteri szerződés(wd) lezárja az első angol-holland háborút.[2]
- április 14. – Oliver Cromwell – mint az új lordprotektor – családjával beköltözik a Whitehall-palota lakosztályaiba.[3]
- június 2. – Comenius búcsúbeszédet mond a Sárospataki Református Kollégiumban.[4]
- június 6. – Krisztina svéd királynő lemond a trónról unokatestvére, Károly Gusztáv javára, és elmenekül Svédországból.[5]
- június 7. – XIV. Lajost Reimsben Franciaország királyává koronázzák.[6]
- július 10. – Peter Vowellt kivégzik az Oliver Cromwell elleni összeesküvésért.[7]
- szeptember 12. – Cromwell kiküldi a parlamentből a vele egyet nem értő képviselőket.[8]
- október 12. – Delftben hatalmas lőporrobbanás több mint száz embert megöl és lerombolja a város egy részét.[9]
- szeptember 23. – Az orosz csapatok beveszik Szmolenszket.[10]
- december 24. – Krisztina korábbi svéd királynő Brüsszelben áttér a katolikus hitre.[11]

### Határozatlan dátumú események
- az év folyamán –
  - Az első európai kávéház megnyitása Velencében.[forrás?]

## Az év témái

### 1654 az irodalomban
- Megjelenik Apáczai Csere János Magyar logicatska című műve.[12]

## Születések
- július 9. – Reigen japán császár († 1732)
- december 27. – Jakob Bernoulli svájci matematikus és fizikus († 1705)

## Halálozások
- április 1. – Nyéki Vörös Mátyás kanonok, az első magyar barokk költő (* 1575)